# Atsuko Ishizuka
Atsuko Ishizuka (いしづか あつこ, Ishizuka Atsuko, Aichi, 3 de setembro de 1981) é uma diretora e animadora japonesa da empresa Madhouse desde 2004.

## Carreira
Ishizuka se tornou animadora pois tinha um forte interesse em música e artes gráficas. Após se formar no colegial, decidiu estudar design gráfico e entrou na Universidade de Artes de Aichi. Enquanto estava lá, fez diversas curtas de animação, entre elas, Gravitation, que mais tarde foi destaque no Tehran International Short Film Festival em 2005, chamando a atenção das empresas NHK e Madhouse. A NHK rapidamente entrou em contato com Ishizuka, sugerindo que ela fizesse uma curta metragem e participasse do programa Minna no Uta, destinado a descobrir futuros animadores e músicos. Porém, ela já havia assinado com a Madhouse como assistente de produção e não queria aceitar o convite por esse motivo. No entanto, os diretores do programa não desistiram dela e solicitaram que a Madhouse assumisse o trabalho, tendo Ishizuka como diretora. O estúdio concordou e, em 2004, ela lançou seu primeiro filme profissional, Tsuki no Waltz.
Desde então, continuou na equipe de animação da Madhouse e, nesse período, dirigiu a curta metragem Minna no Uta entitled Sen no Hana Sen no Sora. Depois, subiu para o cargo de assistente de direção em Nana. Em 2007, sua arte foi destaque no Tokyo International Anime Fair. Pouco tempo depois, foi anunciado que ela seria a diretora assistente do anime MapleStory. Em 2008, o chefe do estúdio, Masao Maruyama, a elegeu como um dos grandes talentos da empresa. Ela diz que tem um enorme respeito pelos diretores Masayuki Kojima e Morio Asaka. Ishizuka foi escolhida para dirigir a sua primeira série de televisão (junto com outras quatro pessoas, incluindo Morio Asaka), Aoi Bungaku Series, em outubro de 2009.